# Heparină
Heparina este un anticoagulant injectabil folosit pentru tratarea trombozei. Poate avea unele efecte nedorite, precum trombocitopenia (nivel scăzut de trombocite) sau apariția unor hemoragii.  Este de asemenea utilizată în tratamentul infarctului miocardic și ca agent de anticoagulare în vacutainere, care sunt folosite pentru recoltarea sângelui. Heparina nefracționată (UFH) este heparina care nu a fost fracționată pentru izolarea moleculelor cu masă molară mică. 
Rolul normal fiziologic al heparinei în organism este neclar. Heparina este de obicei depozitată în mastocite și eliberată numai în interiorul sistemului circulator, numai în zonele traumatizate. O teorie susține că heparina, în loc să aibă rol de anticoagulant, are ca rol principal apărarea în aceste zone împotriva bacteriilor și a altor materiale străine. În natură, heparina este răspândită sub forma unui polimer a cărui catenă variază în dimensiune. 

## Efecte adverse
Un efect advers important este trombocitopenia indusă de heparină (TIH), cauzată de o reacție imunologică ce determină degradarea patologică a plachetelor. În final se ajunge la trombocitopenie. De obicei, această condiție poate fi inversată prin oprirea tratamentului.
Heparina este contraindicată persoanelor care au risc ridicat de hemoragie. Antidotul heparinei este sulfatul de protamină.

## Legături externe
- en History of heparin